# Хойшкель, Иоганн Петер
Иоганн Петер Хойшкель (нем. Johann Peter Heuschkel; 4 января 1773, Харрас, ныне часть Айсфельда, Тюрингия — 5 декабря 1853, Бибрих) — немецкий гобоист, органист и композитор.

## Биография
С 1792 года — гобоист, а затем также органист придворной капеллы в Хильдбургхаузене. Здесь, в частности, Хойшкелю довелось стать первым учителем Карла Марии фон Вебера, а также известного виолончелиста Фридриха Дотцауэра. В 1818 года — перебрался в Бибрих в качестве придворного учителя музыки герцога Нассау. Композиторское наследие Хойшкеля включает, главным образом, сочинения для духовых ансамблей, а также фортепианные сонаты, песни.